# Lincoln Conservation Park
Lincoln Conservation Park är en park i Australien. Den ligger i delstaten South Australia, omkring 260 kilometer väster om delstatshuvudstaden Adelaide.
Närmaste större samhälle är Port Lincoln, omkring 14 kilometer nordost om Lincoln Conservation Park. 
I omgivningarna runt Lincoln Conservation Park växer huvudsakligen savannskog. Trakten runt Lincoln Conservation Park är nära nog obefolkad, med mindre än två invånare per kvadratkilometer. Genomsnittlig årsnederbörd är 585 millimeter. Den regnigaste månaden är juni, med i genomsnitt 126 mm nederbörd, och den torraste är januari, med 16 mm nederbörd.